# Лубієва
Лубієва — традиційний таджицький суп з квасолею.

## Інгредієнти та приготування
Лубієва готують з квасолі, подрібненої у ступці пшениці, м'яса (кістки) та цукрового буряка, який надає страві солодкий смак.
Готують завжди з вечора. Зазвичай заривають в попелі в дегдоні (національній печі) та залишають до ранку. Якщо готувати цю страву на кухонній плиті, то потрібно буде більше часу для того, щоб вона розпарилась та розварилась. До готової страви додають петрушку або селеру. Зазвичай їдять у дерев'яному посуді, попередньо насипавши сухі коржі.